# Pietrangelo Buttafuoco
Pour les articles homonymes, voir Buttafuoco.
Pietrangelo Buttafuoco (né le 2 septembre 1963 à Catane) est un journaliste, un homme de théâtre et un écrivain italien.

## Biographie
Neveu du député du MSI Antonino Buttafuoco, il devient dirigeant de l'organe jeunesse du parti, puis en 1991 du comité central et ensuite, à partir du congrès de Fiuggi, de l'assemblée nationale d'Alliance nationale, jusqu'en 2003. Il est diplômé en philosophie. Il devient journaliste du Secolo d'Italia à partir de 1993, puis il collabore avec Il Giornale de Vittorio Feltri. Il dirige l'émission Sali e Tabacchi sur Canale 5. Puis il travaille au Foglio de Giuliano Ferrara avant d'arriver à Panorama en 2004.
En 2005, il publie chez Mondadori Le uova del drago, finaliste du prix Campiello. Il réalise sur LA7 le programme Giarabub. Le 18 mai 2007, il est nommé président du Teatro stabile de Catane, en y remplaçant Pippo Baudo.
En 2008, il publie son second roman, L'ultima del diavolo, où il évoque le moine Bahira et Mahomet. En 2011, il publie Il lupo e la luna aux éditions Bompiani. En 2012, il démissionne du Teatro Stabile. En mars 2012, il écrit pour La Repubblica. La publication de l'article « Il dizionario dei distrutti » dans ce quotidien le 4 décembre 2012 provoque sa suspension de Panorama, qui le licencie en mars 2013. En février 2015, il collabore aussi à Il fatto quotidiano.
En novembre 2015, il participe à la création de La nave di Teseo avec Umberto Eco.
En 2015 également, Buttafuoco se serait converti à la religion islamique.
Le 14 novembre 2023, le gouvernement Meloni le désigne à partir de mars 2024 à la tête de la Biennale de Venise, entre autres manifestations d'art contemporain, danse, musique.